# Château d'Escoussens
 (mai 2023).
- Si vous ne connaissez pas le sujet, laissez ce bandeau (vous pouvez alors contacter les auteurs).
- Si vous supprimez le contenu mis en cause (vous pouvez préalablement contacter les auteurs),

argumentez précisément cette suppression dans la page de discussion
(un manque de référence n'est pas un argument ; une recherche réelle de référence doit avoir été effectuée, être formellement documentée).
Le château d'Escoussens est un château-fort situé à Escoussens, dans le Tarn (France).
Bâti à partir du XIIe siècle par la famille de Dourgne, vassale des Trencavel, il a subi les affres de la croisade des albigeois, avant de devenir la propriété de plusieurs co-seigneurs sous la suzeraineté du comte de Toulouse. Possession de la chartreuse de Saïx du XVe siècle à la révolution française, il dresse aujourd'hui encore ses sobres façades au-dessus du petit village d'Escoussens.

## Historique

### Origine et croisade des albigeois
Avant même le XIIe siècle, le site du château actuel est occupé par une construction fortifiée, très certainement une motte castrale en bois entourée d'un fossé, où vient se réfugier la population lors d'attaques[source insuffisante]. C'est à partir de février 1185 qu'est construit le château, lorsque le vicomte d'Albi, Roger II Trencavel, autorise son vassal, le seigneur d'Escoussens, à construire un château fort. Le vicomte voit ici une opportunité de sécuriser les confins de ses domaines, en récompensant un de ses plus fidèles vassaux. Celui-ci, Raimond de Dourgne, est aussi seigneur de Dourgne et de Puylaurens. Deux ans plus tard, en 1187, la seigneurie est partagée entre trois co-seigneurs : Raimond de Dourgne, Pierre de Tripol (ou de Dourgne), ainsi qu'un certain Unaut del Gua.
Néanmoins, peu de temps après, vers 1212, lors de la croisade des albigeois, les troupes croisées menées par Simon de Montfort se seraient emparées du château et du village, qu'elles incendient. En effet, le seigneur des lieux est resté fidèle au vicomte, rallié à la cause des cathares.
En 1228, la seigneurie d'Escoussens appartient toujours à la famille de Dourgne, mais celle-ci rend désormais hommage au roi de France, Louis IX, car les Trencavel sont dépossédés de leurs titres[source insuffisante].

### Le sort d'Escoussens après la croisade
Il existe alors plusieurs versions sur l'histoire de la seigneurie d'Escoussens et de son château.
La première veut qu'ils soient restés dans la giron dans la famille de Dourgne, jusqu'à l'assassinat du seigneur déjà cité plus tôt, Raimond de Dourgne, en 1239. Ils auraient alors été cédés à Philippe de Montfort, seigneur de Castres[source insuffisante].
Selon la seconde, le comte de Toulouse les rachète en 1231 à Raimond de Dourgne, avant d'y placer deux co-seigneurs ("pariers") en 1239. Dès 1246, le premier, Arnaud de Ventenac, procède à un échange avec le second et il ne reste dès lors plus qu'un seul seigneur qui règne désormais seul, en rendant hommage au comte. C'est un certain Guillaume Fort de Belfort, originaire des environs de Lacaune, dont les descendants demeureront co-seigneurs jusqu'au XVe siècle.

### La co-seigneurie
Cette seconde version semble plus sourcée, et ne laisse pas de trous dans l'histoire. Ainsi, en 1266, lorsque le nouveau comte de Toulouse, Alphonse de Poitiers, envoie des représentants à Escoussens, ceux-ci découvrent que bien que la seigneurie lui appartienne en théorie en totalité, son prédécesseur en a offert par bienveillance la moitié aux héritiers de Guillaume Fort de Belfort, mort quelque temps auparavant. Le comte de Toulouse ne s'était réservé qu'une partie du château comme résidence estivale. En mai 1278, ces héritiers, Esquin et Guillaume II, se partagent les terres. Bientôt, il y a de nouveaux co-seigneurs, ce qui entraîne des complications quant aux droits seigneuriaux.
Ainsi, dès 1290, Esquin et Guillaume II de Belfort gouvernent avec un troisième homme, un certain Arnal Pierre. En 1316, Arnal Pierre partage ses droits avec son fils, Antoine Pierre, tandis que les deux fils d'Esquin et celui de Guillaume II (tous deux décédés), nommés respectivement Esquin II et Pierre, et Guillaume III, possèdent aussi des droits sur Escoussens.

### L'emprise des Chartreux
À partir du XIVe siècle et plus précisément de 1359, les Chartreux de Castres se lancent dans un procès au Parlement de Paris pour récupérer une part de la seigneurie : en effet, ils ont hérité de l'importante dette de Jourdane Audebaud, épouse de Guillaume III de Belfort, sûrement descendante de Jordan Audebaut, chevalier faydit réfugié à Escoussens lors de la croisade des albigeois. Les Chartreux demandent ses domaines pour la rembourser. Cette appropriation des terres dure deux siècles durant, jusqu'en 1507 ou 1515 lorsque, enfin, les chartreux possèdent tout le village, après être parvenus à exproprier les descendants des Fort de Belfort, qui possèdent aussi le château de Tourenne à Navès. Escoussens devient alors l'une des plus importantes possession de la chartreuse de Saïx.

### De la Révolution à aujourd'hui
Lors de la Révolution française, les domaines des Chartreux sont vendus comme biens nationaux. C'est ainsi que le château est acquis par un certain Pierre-Joseph Lade, garde-magasin des Subsistances Militaires à Carcassonne, pour une somme dérisoire.
En 1954, une partie du bâtiment nord s'écroule, et la destruction de l'édifice est envisagée. Finalement, il est réparé dix ans plus tard. En 1967, l'édifice est racheté par un historien local, Jean Escande (1933 - 2016), dont la famille y habite toujours. C'est aussi le siège d'une maison d'édition.

## Architecture

### Évolution

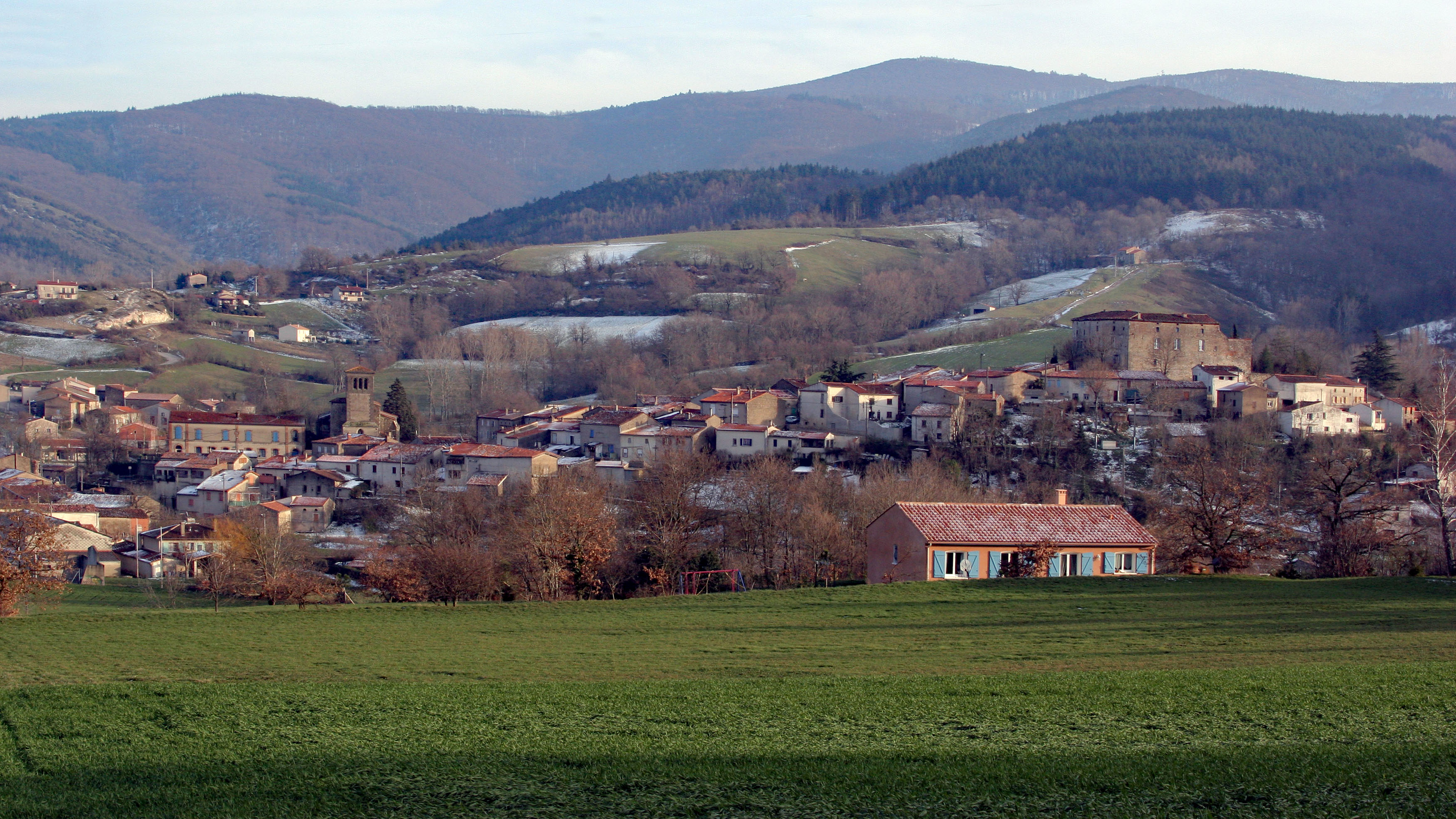
Les hautes façades du château surplombant le village

Des siècles durant, le château d'Escoussens ne subit pas de modification majeure, et conserve son austère allure de forteresse médiévale : c'est un massif bloc de pierre perché sur un léger promontoire. Quelques rares remaniements ont été entrepris par les chartreux, avec la construction d'une grande chapelle dans la cour, l'ajout d'autres logements et le remplacement des fenêtres par de plus larges ouvertures. En 1742, ils font combler les fossés. Au XIXe siècle, de nouveaux travaux sont entrepris, et en 1822 est construit un escalier monumental donnant accès à la porte d'entrée[réf. souhaitée].
Le château démontre encore de nombreux vestiges de son passé de forteresse. Les murs laissent apparaître les vestiges de canonnières et d'archères. Un vieux rempart est visible en contrebas[source insuffisante] et un corps de garde, aujourd'hui disparu, s'appuyait sur la façade est. L'accès au château se faisait très sûrement par un pont-levis qui donnait sur une rampe aménagée. Celle devait être protégée par le corps de garde disparu.

### Organisation
Le château d'Escoussens se présente sous la forme d'un édifice en U, qui forme une cour centrale intérieur. Celle-ci est fermée de surcroit au sud par la façade de la chapelle du XVIIIe siècle (écroulée), et présente une petit tour abritant un escalier à vis dans son angle nord-ouest, percée d'un porte à arc en accolade. L'accès à la cour depuis la rue par une large ouverture de plein cintre, surmontée d'un oculus. Les salles du château présentent quelques ornements, comme la grande cheminée en grès de la cuisine, ou le plafond à la française peint d'une pièce à l'étage.
Le château ayant été reconstruit après la croisade des albigeois, il ne demeure que de rares vestiges de la première bâtisse de 1185. Ainsi, un appareil en pierre de cette époque, reste du logis ancien, est visible dans le mur d'enceinte ouest.